# Juan de Guevara
Fray Juan de Guevara, O.S.A. (Burguillos de Toledo, provincia de Toledo, 1518 - Salamanca, 22 de agosto de 1600) fue un teólogo agustino del Renacimiento.

## Biografía

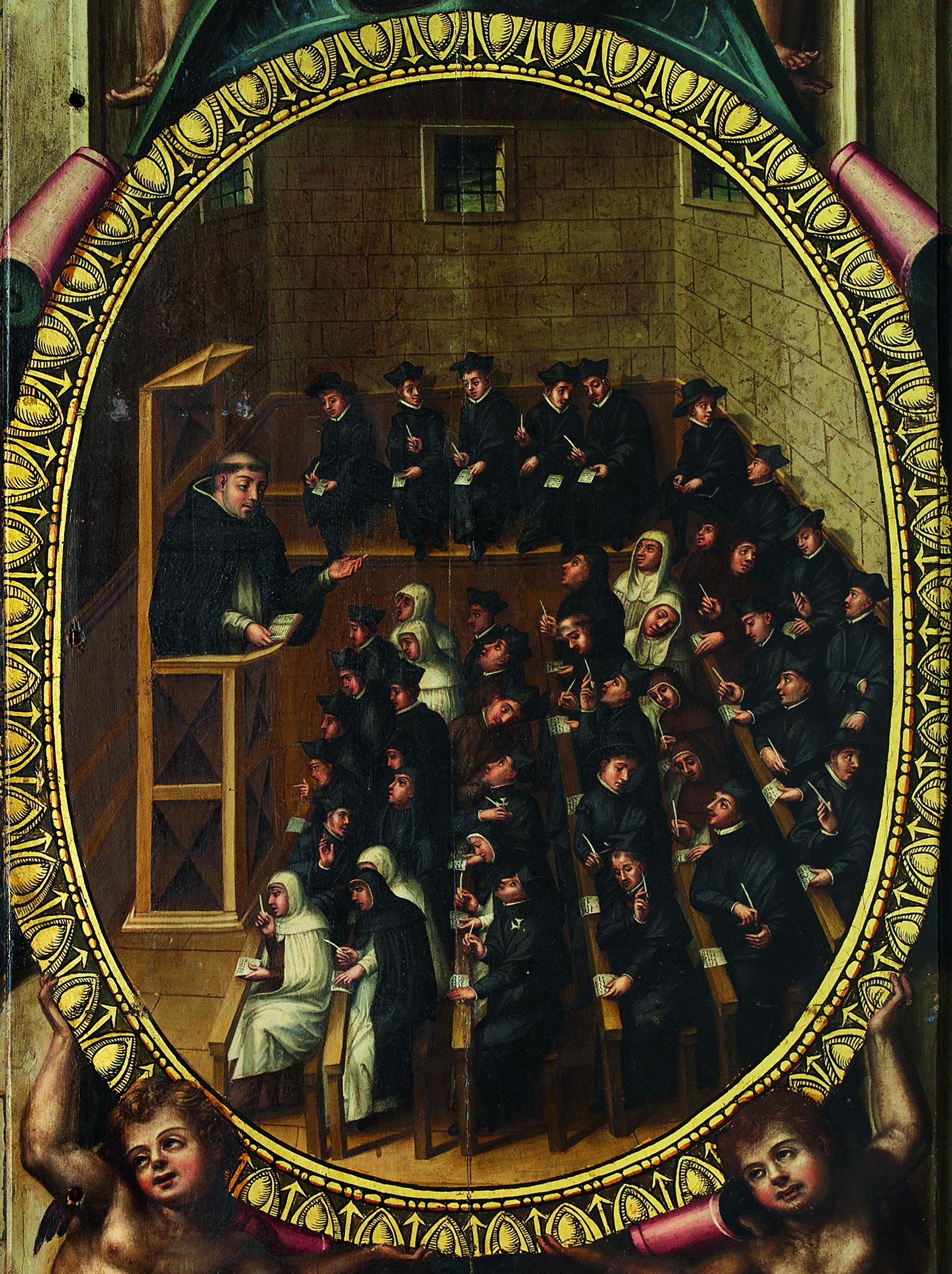
Versión pictórica de un aula antigua de la universidad de Salamanca, con alumnos de diversas órdenes religiosas, pintado por Martín de Cervera, 1614.

Nació en Burguillos de Toledo en 1518, ingresando en 1535 en el hoy desaparecido convento de San Agustín de Toledo y ordenándose como fraile agustino en 1536. Se graduó como maestro en 1547. Entre 1537 y 1544, residió en Salamanca como rector del convento. En 1551 representó a la provincia de Castilla como definidor en el capítulo de la Orden de San Agustín celebrado en Bolonia. 
El 10 de diciembre de 1554 obtuvo el grado de bachiller en Teología en la Universidad de Valladolid, que convalidó en la de Salamanca en ese mismo mes. En 1560 obtuvo los grados de licenciado y el de maestro en teología por la Universidad de Salamanca el 30 de junio de ese mismo año, junto con su discípulo y amigo Fray Luis de León. 
En 1565 obtuvo la cátedra de vísperas en Salamanca y luego pretendió la de prima, a la que opositó varias veces, pero perdió ante los dominicos Bartolomé de Medina (en 1576; Medina creó la doctrina del Probabilismo) y ante Domingo Báñez (en 1581). También por esos años apoyó en su proceso inquisitorial a fray Luis de León y desempeñó diversos cargos en su orden: Definidor de Castilla (1566), prior del convento San Agustín de Salamanca (1573, siendo reelegido tres años más tarde). En 1582, Felipe II solicita que sea nombrado visitador Provincial de Castilla. 
Las luchas internas dentro de la orden agustina le van a distanciar de su amigo Fray Luis de León que pertenecía a la corriente más conservadora, mientras que él abogaba por un enfoque más moderado para la observancia de la religión.
Jubilado de su cátedra en 1586, aún siguió prestando servicios en la Universidad, siéndole encomendado resolver algunas cuestiones que eran planteadas a la universidad y, en el periodo 1594-95, ya como decano de la Universidad de Salamanca presidió la junta teológica que reprobó la Concordia del Jesuita Luis de Molina liberi arbitri cum gratiae donis, pasó sus últimos años dedicado a la controversia De Auxiliis falleciendo el 22 de agosto de 1600 a los 82 años de edad; sus restos se depositaron en la capilla de San Lorenzo del monasterio agustino de Salamanca, del que fue prior.

## Obra
En filosofía se mostró como un tomista de criterio amplio y flexible y varios autores afirman que se adelantó a Domingo Báñez en la formulación del concepto de premonición física. La mayor parte de su obra, escrita enteramente en latín, se conserva manuscrita en las notas que sus alumnos tomaron de sus lecciones.
Aunque fue un destacado académico de la Universidad de Salamanca en la segunda mitad del siglo XVI, no llegó a publicar nada, posiblemente por falta de recursos o de mecenas. Tras su muerte, tanto sus alumnos como sus compañeros expoliaron muchas de sus ideas, presentándolas como suyas, cosa que sucedió a no pocos académicos agustinos de la época.
Destacó por sus conocimientos de patrística, conciliares, de la filosofía de San Agustín y Santo Tomás de Aquino; siendo además notoria la corrección de su latín y la claridad de sus lecciones.
El agustino Bonifacio Difernan editó dos textos manuscritos suyos en Textos jurídicos agustinianos II: De homicidio et justitia commutativa y De Iusticia et iure (Univ. de El Escorial, 1957).